# Embelia grandifolia
Embelia grandifolia är en viveväxtart som beskrevs av Fletcher. Embelia grandifolia ingår i släktet Embelia och familjen viveväxter. Inga underarter finns listade i Catalogue of Life.